# Ramón del Castillo
Ramón del Castillo Palop (* 3. Mai 1985 in Las Palmas de Gran Canaria) ist ein spanischer Sänger.

## Hintergrund
Bei seiner Teilnahme an der dritten Staffel der Castingshow Operación Triunfo erreichte er den zweiten Platz. Bei einer Sonderwahl zur Ermittlung des spanischen Beitrags zum Eurovision Song Contest ging er jedoch als Sieger hervor.
Er vertrat daher sein Heimatland beim Eurovision Song Contest 2004 in Istanbul (Türkei). Mit seinem Lied Para Llenarme de Ti erreichte er insgesamt 87 Punkte und somit den zehnten Platz im Finale des Wettbewerbs.